# Thorecta farlovi
Thorecta farlovi är en svampdjursart som först beskrevs av Hyatt 1877.  Thorecta farlovi ingår i släktet Thorecta och familjen Thorectidae. Inga underarter finns listade i Catalogue of Life.